# Genteiland
Genteiland (Engels: Ghent Island) is een klein eiland behorende tot de Palmerarchipel (Antarctica). Het eiland ligt tussen Antwerpeneiland en Brabanteiland. Het eiland is 5900 meter breed en 3133 meter lang.
Genteiland kreeg zijn naam in 1898 van de Belgische poolreiziger Adrien de Gerlache, die het vernoemde naar de stad Gent. In 2008 heeft een groep Gentenaars het eiland bezocht en waren zo de eerste mensen die het eiland betraden, waaronder regisseur Didier Volckaert en poolreiziger Dixie Dansercoer.